# What a Cartoon!
What a Cartoon!, noto anche come The What a Cartoon! Show e The Cartoon Cartoon Show, è una serie televisiva animata statunitense del 1995, creata da Fred Seibert e prodotta da Hanna-Barbera Productions e, in alcuni corti, da Cartoon Network Studios.
Il progetto consisteva in 48 cortometraggi animati, destinati a restituire potere creativo ad animatori e artisti, ricreando le atmosfere che hanno generato gli iconici personaggi dei cartoni animati della metà del XX secolo. Ciascuno dei cortometraggi rispecchiava la struttura delle serie classiche, con ogni film basato su uno storyboard originale disegnato e scritto dal suo artista o creatore. I corti sono stati promossi sotto l'etichetta World Première Toons.
Durante la trasmissione originale dei corti, la serie è stata intitolata The What a Cartoon! Show e successivamente The Cartoon Cartoon Show. Il progetto è servito allo sviluppo di varie serie animate di Cartoon Network tra cui Le Superchicche, Il Laboratorio di Dexter, Johnny Bravo, Mucca e Pollo, Leone il cane fifone, Mike, Lu & Og, Ovino va in città, Whatever Happened to... Robot Jones?, Nome in codice: Kommando Nuovi Diavoli, Brutti e cattivi e Megas XLR, così come I Griffin di Fox.
La serie è stata trasmessa per la prima volta negli Stati Uniti su Cartoon Network dal 20 febbraio 1995 al 28 novembre 1997, per un totale di 48 episodi ripartiti su una stagione. In Italia la serie è stata trasmessa su Rai 2, all'interno del contenitore Go-Cart Mattina, dal 18 gennaio 1999, su Cartoon Network dal 2000 e su Boing dal 2004.

## Genere e struttura
Il format di What a Cartoon! è stato importante all'epoca, poiché nessuno aveva mai tentato un progetto simile nell'era dell'animazione televisiva. I cortometraggi sarebbero stati prodotti individualmente secondo la visione dei cartonisti originali, senza alcun intervento esecutivo. Ogni cortometraggio ha la durata di circa 7 minuti circa e viene trasmesso come episodio a sé stante o accoppiato ad altri due formando un blocco di mezz'ora. La serie è narrata nell'edizione italiana da Vittorio Stagni.

## Episodi
| Corti            | Episodi | Prima TV USA | Prima TV Italia |
| ---------------- | ------- | ------------ | --------------- |
| Prima stagione   | 16      | 1995-1997    | 1999-2001       |
| Seconda stagione | 34      | 1998-2002    | 2002-2003       |

## Produzione

### Ideazione e sviluppo

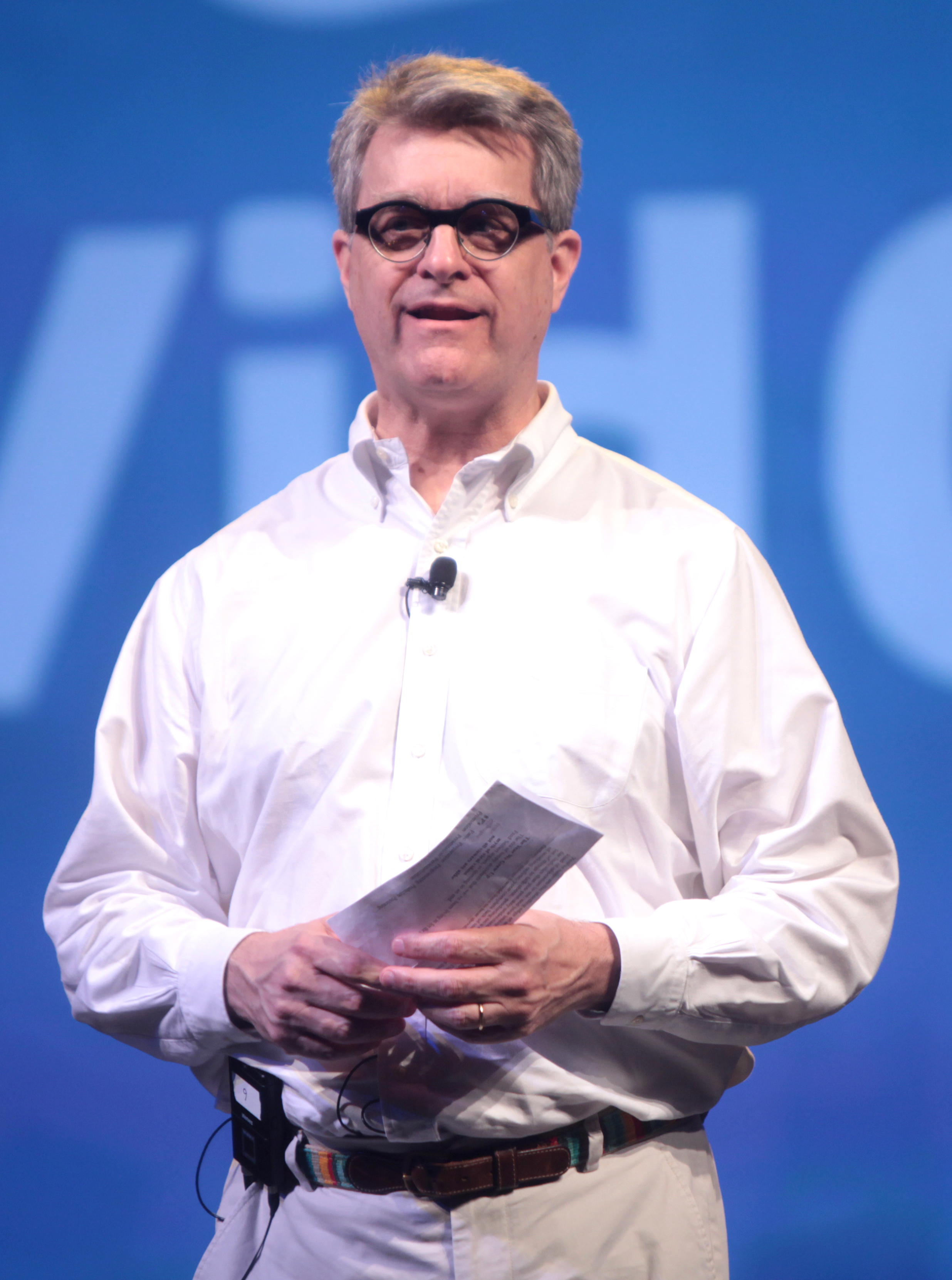
Fred Seibert, creatore di What a Cartoon!

Nel 1992, Fred Seibert è diventato presidente della Hanna-Barbera, contribuendo a guidare lo studio alla ribalta con serie animate come 2 cani stupidi e Swat Kats. Seibert voleva che lo studio producesse dei corti animati "sulla scia dell'età d'oro dell'animazione americana". Sebbene il progetto, composto da 48 cortometraggi, è costato circa il doppio di una serie normale all'epoca, Seibert ha offerto a Cartoon Network 48 possibilità di "successo o fallimento", aprendo possibilità per una nuova programmazione originale e offrendo diversi nuovi cortometraggi aggiunti alla grande libreria di Turner Entertainment. Secondo Seibert, la qualità non aveva molta importanza per gli operatori della rete via cavo, che erano più interessati alla promozione di nuovi programmi.
Assieme al vicepresidente di Turner Broadcasting, Ted Turner, e il capo di Seibert, Scott Sassa, Cartoon Network ha annunciato una "fase senza precedenti" in cui le idee provenivano direttamente dagli animatori piuttosto che dagli esecutivi, portando Hanna-Barbera a supportare lo studio. La società ha iniziato a scegliere i progetti animati nel 1993, ricevendo oltre 5.000 presentazioni per i 48 spazi messi a disposizione per i corti.
L'idea di Seibert per il progetto è stata fortemente influenzata dai cartoni dei Looney Tunes. I fondatori e presidenti di Hanna-Barbera, William Hanna e Joseph Barbera, insieme a Friz Freleng, John Kricfalusi e altri, hanno insegnato a Seibert come venivano prodotti i cortometraggi dell'età d'oro dell'animazione americana.
Come era consuetudine fare per i film live action e nelle serie televisive, la società non ha pagato nessun creatore per ogni storyboard presentato e prodotto. Per la prima volta nella storia dello studio, i singoli creatori potevano mantenere quindi i propri diritti e guadagnare royalty sulle proprie creazioni. Secondo Seibert, nonostante la maggior parte dell'industria ha "rigettato l'idea", si sono presentati molti fumettisti che hanno presentato idee originali alla Hanna-Barbera.

## Distribuzione

### Trasmissione internazionale
- 20 febbraio 1995 negli Stati Uniti d'America su Cartoon Network;
- 1995 in Brasile su Cartoon Network;
- 18 gennaio 1999 in Italia su Rai 2;[2][4]